# Beverino
Beverino ist eine italienische Gemeinde mit 2241 Einwohnern (Stand 31. Dezember 2023) in der Region Ligurien. Sie gehört zu der Provinz La Spezia.

## Geographie
Der Ort liegt ungefähr 15 km nordwestlich der Provinzhauptstadt La Spezia, etwa 80 km südöstlich der Regionalhauptstadt Genua und rund 335 km nordwestlich der italienischen Hauptstadt Rom in der klimatischen Einordnung italienischer Gemeinden in der Zone D, 1 467 GG.
Beverino liegt am Fluss Vara am Zusammenfluss des Graveglia im Val di Vara, bildet einen Teil der Comunità Montana della Media e Bassa Val di Vara und gehört zudem zum Naturpark Montemarcello-Magra.
Zu den Ortsteilen (Frazione) gehören Beverino (Castello, 215 m, ca. 50 Einwohner), Bracelli (285 m, ca. 60 Einwohner), Canevolivo (79 m, ca. 420 Einwohner), Castiglione Vara (196 m, ca. 110 Einwohner), Cavanella Vara (90 m, ca. 140 Einwohner, Ortsteil seit 1929, gehörte davor zu Rocchetta di Vara), Corvara (319 m, ca. 50 Einwohner), Madonna di Sanna (64 m, ca. 70 Einwohner), Oltrevara (73 m, ca. 50 Einwohner), Padivarma (73 m, ca. 200 Einwohner, Rathaussitz), Pian di Barca (94 m, ca. 20 Einwohner), San Remigio (58 m, ca. 110 Einwohner), Santa Martina (65 m, ca. 20 Einwohner), Trezzo (229 m, ca. 120 Einwohner) und Vetrale (67 m, ca. 100 Einwohner).
Die Nachbargemeinden sind Borghetto di Vara, Calice al Cornoviglio, Follo, Pignone, Riccò del Golfo di Spezia, Rocchetta di Vara und Vernazza.

## Geschichte
Erstmals schriftlich erwähnt wurde die Burg Beverino im Jahr 1202. Der Ort San Cipriano unterhalb der Burg entstand schon früher und wurde von der Familie der Estensi beherrscht. Danach gewannen die Malaspina und die Bischöfe von Luni Einfluss im Ort, der bis zum 13. Jahrhundert anhielt. Ab 1247 war der Ort freie Kommune (libero comune) und schloss sich der Republik Genua an.

## Sehenswürdigkeiten

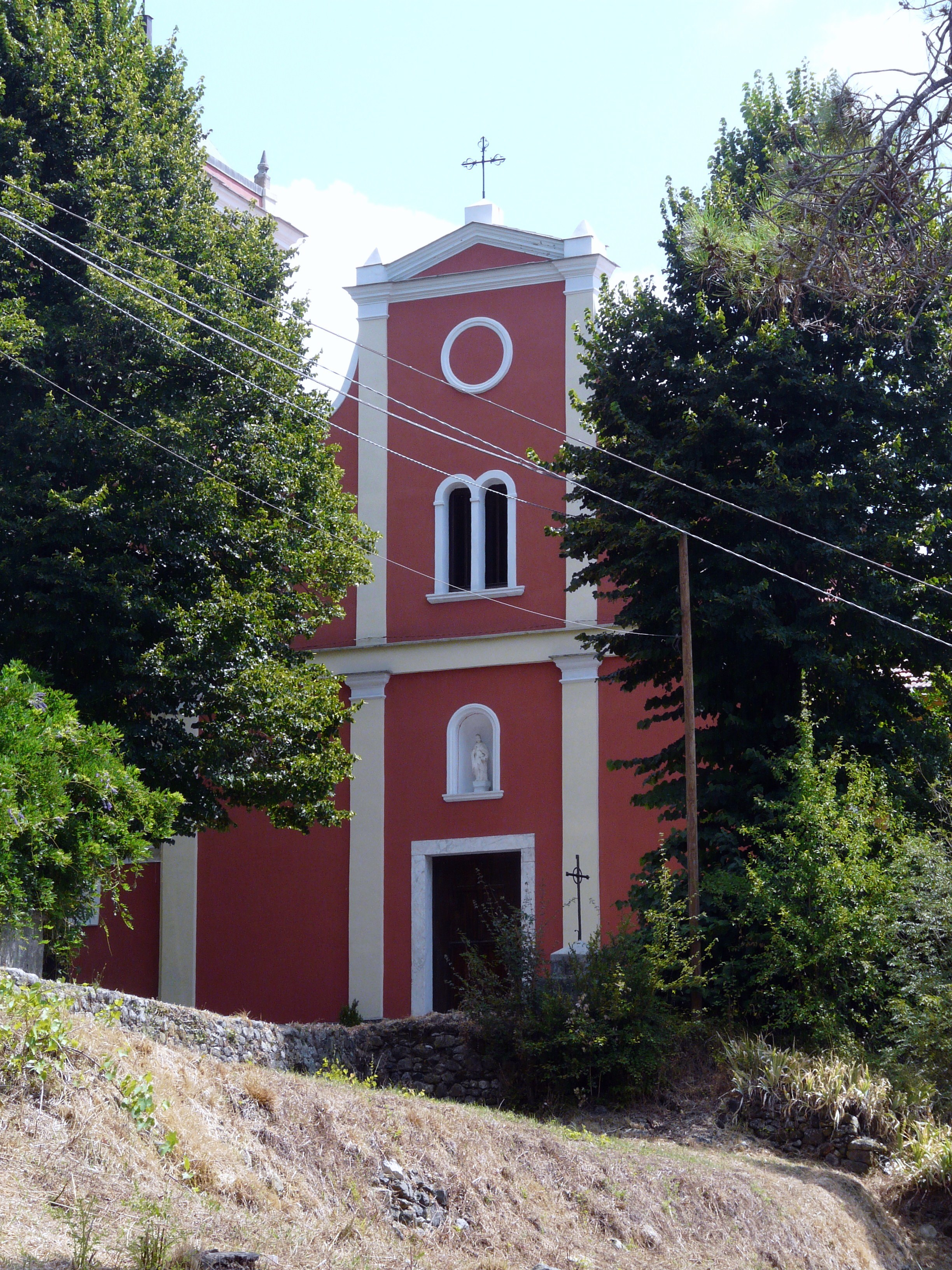
Chiesa di San Remigio Vescovo, Parochialkirche in Castiglione Vara

- Castello di Beverino, erstmals 1202 erwähnte Burg, die heute namensgebend für den Ort ist.
- Castello di Bracelli, Burg im Ortsteil Bracelli.
- Castello di Corvara, Burg im Ortsteil Corvara, die bereits 1077 erwähnt wurde.
- Chiesa di Santa Croce, Parochialkirche in Beverino Castello.
- Chiesa dei Santi Maurizio e Maria Assunta, Parochialkirche in Bracelli.
- Chiesa di San Remigio Vescovo, Parochialkirche in Castiglione Vara.
- Chiesa di San Martino Vescovo, Parochialkirche in Cavanella Vara.
- Chiesa di San Michele Arcangelo, Parochialkirche in Corvara.
- Chiesa di San Lorenzo martire, Parochialkirche in Padivarma.
- Oratorio di Santa Croce in Bracelli.
- Santuario della Madonna del Trezzo in Corvara

## Verkehr
Der Ortsteil Padivarma, Sitz des Rathauses, liegt an der historischen Via Aurelia.